# سبزک سرخاکستری
سبزک سرخاکستری (نام علمی: Hylophilus pectoralis) نام یک گونه از سرده جنگل‌دوست‌ها است.